# 香叶树
香叶树（学名：Lindera communis）为樟科山胡椒属下的一个种。